# 1865 az irodalomban
Az 1865. év az irodalomban.

## Események

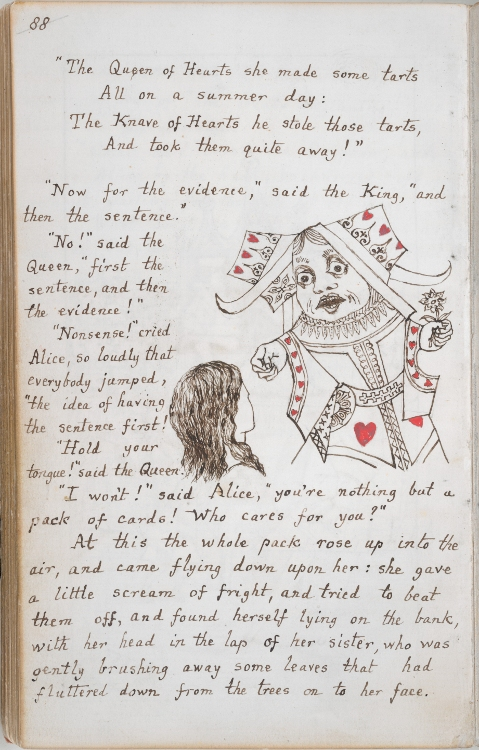
Alice Csodaországban (a kézirat egy lapja, 1864)

- A Russzkij Vesztnyik című orosz folyóirat közölni kezdi Lev Tolsztoj regénye, a Háború és béke korai változatának első részét (a mű címe ekkor még: Az 1805-ös esztendő).[1]

## Megjelent új művek
- Lewis Carroll híres meseregénye: Alice Csodaországban (Alice's Adventures in Wonderland)
- A Goncourt fivérek legismertebb regénye: Germinie Lacerteux
- Jules Verne: Utazás a Holdba (De la Terre à la Lune)
- Nyikolaj Leszkov orosz író regénye: Kisvárosi Lady Macbeth (Леди Макбет Мценского уезда)
- Matthew Arnold angol költő, kritikus kritikai esszéi: Essays in Criticism: First Series és Essays in Criticism: Second Series (két könyv)

### Költészet
- Wilhelm Busch német költő, karikaturista verses, rajzos történetfüzére: Max és Móric

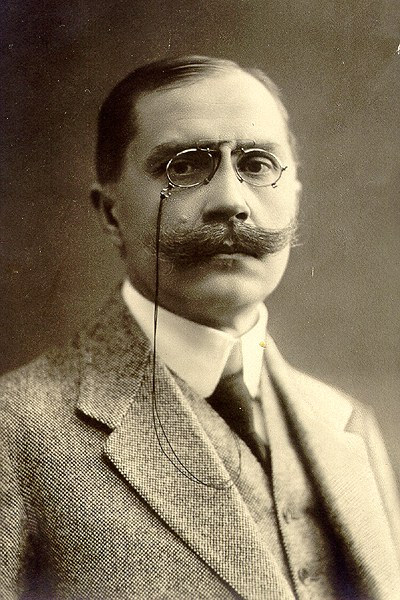
Eduard Vilde

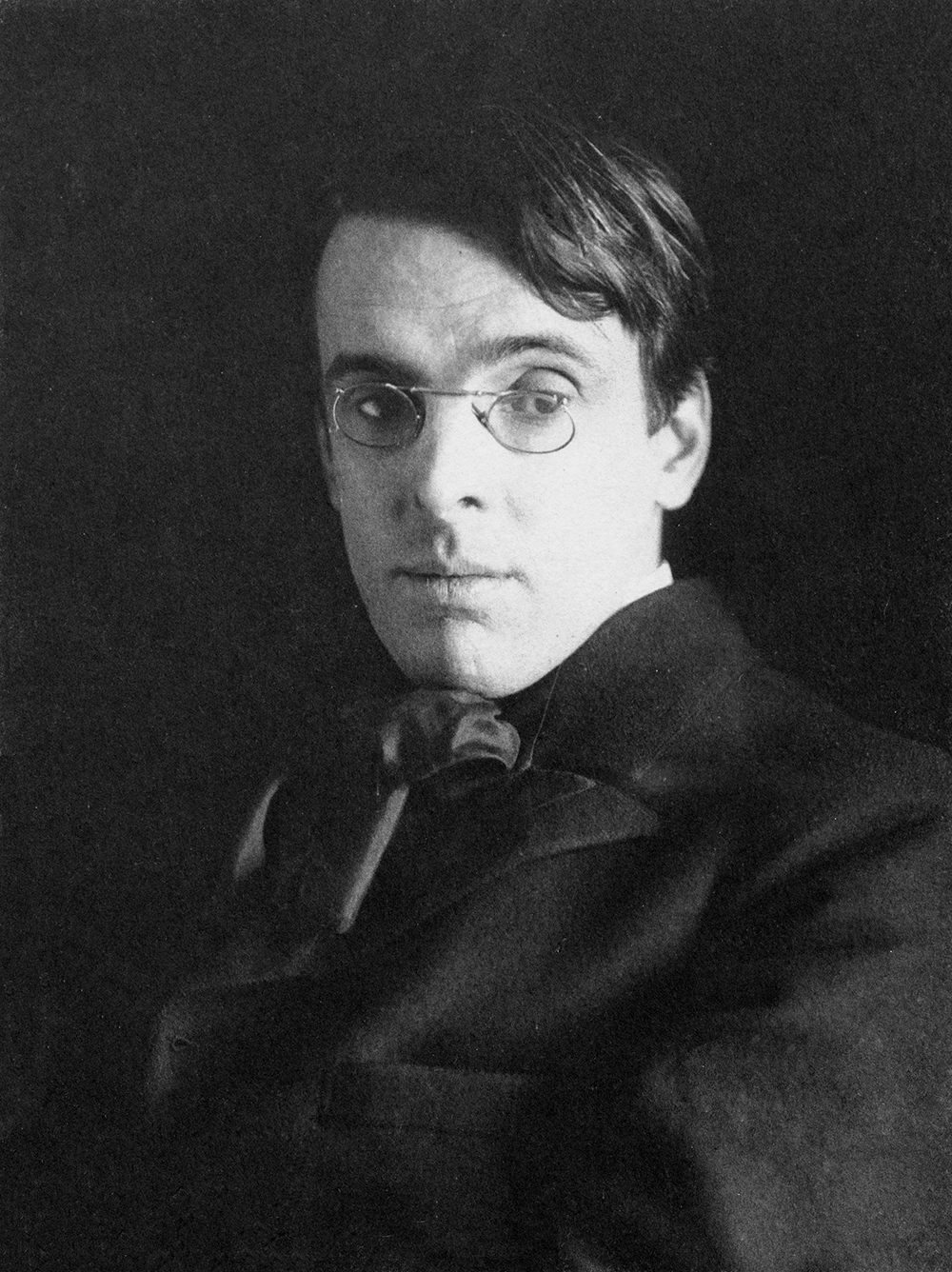
William Butler Yeats

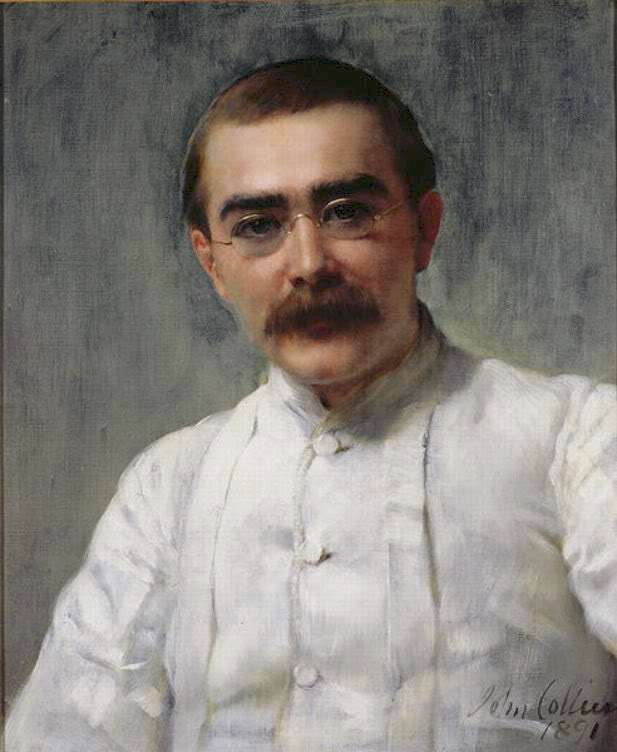
Rudyard Kipling

### Dráma
- Algernon Charles Swinburne költői drámája: Atalanta in Calydon (Atalante Calydonban)

### Magyar nyelven
- Eötvös József értekezése: A nemzetiségi kérdés
- Jókai Mór regénye: Mire megvénülünk
- Szigligeti Ede színműve: A fény árnyai, bemutató

## Születések
- március 4. – Eduard Vilde észt író, az észt kritikai realizmus elindítója († 1933)
- június 13. – William Butler Yeats Nobel-díjas (1923) ír költő, drámaíró, elbeszélő († 1939)
- augusztus 17. – Némethy Géza klasszika-filológus, irodalomtörténész, műfordító, költő († 1937)
- szeptember 11. – Rainis (Jānis Pliekšāns) lett költő, drámaíró, fordító és politikus, akit az ország legjelentősebb írójaként tart számon a lett irodalomtörténet († 1929)
- december 30. – Rudyard Kipling irodalmi Nobel-díjas angol író, költő; leghíresebb regénye A dzsungel könyve († 1936)

## Halálozások
- február 25. – Otto Ludwig német költő és drámaíró (* 1813)
- február 27. – Jósika Miklós író, újságíró, a magyar romantikus regény megteremtője (* 1794)
- november 12. – Elizabeth Gaskell angol írónő (* 1810)